# Pro Helvetia
Pro Helvetia es una fundación cultural suiza con sede en Zúrich. Representa culturalmente a la Confederación Suiza ante el mundo. Está a cargo del diálogo cultural entre las diferentes partes del país y la promoción de las artes en el contexto nacional.

## Historia y fundamento jurídico
Pro Helvetia fue fundada en el año 1939, y en 1949 adquirió carácter oficial. Con la Ley de Pro Helvetia de 17 de diciembre de 1965, la Fundación emitió el siguiente mandato:
- Conservación y preservación de la singularidad cultural del país.
- Promoción de la creatividad cultural, basándose en las condiciones de los cantones como antecedentes lingüísticos y culturales.
- Promover el intercambio cultural entre los grupos lingüísticos y culturales en Suiza.
- Fomentar las relaciones culturales con el extranjero.

## Presidencia
La presidencia de la fundación es un cargo nombrado por el Consejo Federal suizo, cuyos mandatos duran cuatro años. Una misma persona no puede estar en el cargo más de 8 años (dos mandatos): 
- De 1939 a 1943, el ex-consejero federal radical Heinrich Häberlin.
- De 1944 a 1952, el ex-consejero de Estado Paul Lachenal.
- De 1952 a 1964, Jean-Rodolphe de Salis.
- De 1965 a 1970, Michael Stettler, exdirector del Museo Histórico de Berna.
- De 1971 a 1977, el ex-consejero federal Willy Spühler.
- De 1978 a 1985, el historiador Roland Ruffieux.
- De 1986 a 1989, Sigmund Widmer, ex-alcalde de Zúrich.
- De 1990 a 1998, la ex-consejera demócrata-cristiana por el Cantón de Soleura, Rosemarie Simmen.
- De 1998 a 2005, la ex-consejera socialista por Vaud, Yvette Jaggi.
- Desde 2006, el ex-consejero radical-demócrata por Berna, Mario Annoni.

## Actividad
Las actividades realizadas por la Fundación Pro Helvetia se pueden dividir en dos: En apoyo de los proyectos sobre la representación y proyectos autoiniciados de la Fundación. La aplicación de tomar gran parte, alrededor del 70%, del flujo de fondos operativos para el proyecto de trabajadores de la cultura. El 15% para las misiones extranjeras de Pro Helvetia en Francia, Italia, Polonia, Egipto y Sudáfrica. El 10% fluye libre entre los programas y el 5% es para la información de la cultura.
Pro Helvetia trabaja hoy en los siguientes proyectos:
- Promoción del arte contemporáneo (en música, literatura, teatro y danza).
- Intercambio cultural (entre Suiza y el extranjero y entre las diferentes culturas del país) .
- Información sobre la cultura de Suiza.
- La promoción de la cinematografía suiza ha pasado la transferencia de Swiss Films.

## Sedes fuera de Suiza
- Ciudad del cabo, Sudáfrica
- Varsovia, Polonia
- El Cairo (Egipto)
- Nueva Delhi, Delhi, India
- Shanghái, China